# Concerto pour piano de Poulenc
Pour les articles homonymes, voir Concerto pour piano.
Le Concerto pour piano, FP. 146, est un concerto pour piano et orchestre du compositeur français Francis Poulenc. Commande de l'Orchestre symphonique de Boston, l'œuvre est écrite en 1949 et créée le 6 janvier 1950 avec le compositeur au piano et l'orchestre commanditaire sous la direction de Charles Munch.

## Présentation
Le Concerto pour piano est le dernier concerto de Francis Poulenc. Commande de l'Orchestre symphonique de Boston, l'œuvre est composée en 1949 et créée à Boston le 6 janvier 1950, le compositeur étant au piano et Charles Munch à la baguette,.
La création française de la partition est donnée au festival d'Aix-en-Provence le 24 juillet 1950, toujours avec Poulenc et Munch. Le concerto est dédié à Denise Duval et Raymond Destouches.
Dans le catalogue des œuvres de Poulenc, la pièce porte le numéro FP 146.

## Structure de l'œuvre et analyse
Le Concerto pour piano comporte trois mouvements :
1. Allegretto commodo. Un premier thème en ut dièse mineur est exposé par le soliste auquel s'enchainent d'autres motifs mélodiques dans un esprit lyrique et sensuel. Un largo médian d'inspiration mystique suit avant la reprise du thème initial[4].
2. Andante con moto. Ce mouvement lent est de structure ternaire[4], avec un premier thème rustique et mélancolique en mi bémol majeur, puis suit un passage noté gracieux avant la reprise du thème de départ et une coda où le mi bémol majeur alterne avec mi bémol mineur.
3. Rondeau à la française, Presto giocoso. Dans ce finale, Poulenc cite à l'intention de son premier public américain la chanson Swanee River de Stephen Foster[5]. Il reprend aussi les rythmes de matchiche brésilien et du french-cancan, adoptant un ton très désinvolte et populaire, « tout cela réalisé — il faut l'admettre — avec une déconcertante aisance et la désinvolture d'un créateur maîtrisant tous ses moyens, mais qui n'hésita pas à qualifier l'œuvre de concerto « en casquette » ![4] ».

Aux côtés du piano soliste, l'effectif orchestral recouvre : 2 flûtes (la deuxième jouant également le piccolo), 1 hautbois et 1 cor anglais, 2 clarinettes, 2 bassons, 4 cors, 2 trompettes, 3 trombones, 1 tuba, les timbales et les cordes.
La durée moyenne d'exécution du concerto est de dix-neuf minutes environ.

## Discographie
- Gabriel Tacchino avec l'Orchestre de la Société des concerts du Conservatoire dirigé par Georges Prêtre 1966 EMI
- François-René Duchâble avec l'Orchestre philharmonique de Rotterdam dirigé par James Conlon 1984 Warner
- Jean-Bernard Pommier avec le City of London Sinfonia dirigé par Richard Hickox 1988 Virgin
- Pascal Rogé avec le Philharmonia Orchestra dirigé par Charles Dutoit 1992 Decca
- Éric Le Sage avec l'Orchestre Philharmonique de Liège dirigé par Stéphane Denève 2004 RCA